# 中村明 (実業家)
中村 明（なかむら あきら、1923年〈大正12年〉1月19日 - 2009年〈平成21年〉6月7日）は、日本の実業家。昭和発電元社長。昭和電工元取締役。大口自家発電施設者懇話会（JIKACON）元会長。第28代自由民主党総裁・第102・103代内閣総理大臣の石破茂の義父。

## 経歴
新潟県出身。医師の中村安蔵・きい夫妻の六男として生まれる。1946年（昭和21年）東京帝国大学工学部電気工学科を卒業し、昭和電工に入社。1975年（昭和50年）取締役に就任。1979年（昭和54年）3月退職し、昭和発電（昭和電工の系列会社）社長に就任した。1988年（昭和63年）3月昭和発電解散後、昭和電工顧問に就任。1993年（平成5年）3月退任。
1990年（平成2年）5月大口自家発電施設者懇話会（JIKACON）会長、1996年（平成8年）3月常議員となる。

## 人物
東京都杉並区・千代田区在籍。

## 家族
- 妻・博子（1928年〈昭和3年〉8月3日生）
女子学院卒業[1]。東京都出身。
- 長女・百合子（1954年〈昭和29年〉9月8日生） 
日本女子大学卒業[1]。
- 次女・佳子（1956年〈昭和31年〉8月26日生） 
慶應義塾大学法学部卒業[1]。第28代自由民主党総裁・第102-103代内閣総理大臣の石破茂の妻[1]。